# Phyllodoce malmgreni
Phyllodoce malmgreni är en ringmaskart som beskrevs av Gravier 1900. Phyllodoce malmgreni ingår i släktet Phyllodoce och familjen Phyllodocidae. Inga underarter finns listade i Catalogue of Life.